# Sigma Herculis
Désignations
Sigma Herculis (en abrégé σ Her) est une étoile binaire de la constellation boréale d'Hercule. Elle est visible à l'œil nu avec une magnitude apparente combinée de 4,18. Le système présente une parallaxe annuelle de 10,36 mas mesurée par le satellite Hipparcos, ce qui le situe à environ ∼ 310 a.l. (∼ 95 pc) de la Terre. Il se rapproche du Système solaire à une vitesse radiale de −11 km/s.
Les composantes de Sigma Herculis sont séparées de 7 ua et elles orbitent autour de leur barycentre commun avec une période de 7,4 ans et selon une excentricité de 0,51. La composante primaire, désignée σ Her A, est une étoile bleu-blanc de la séquence principale de type spectral B9 V et de magnitude 4,20. Elle est estimée être âgée de 404 millions d'années et elle est 2,60 fois plus massive que le Soleil. L'étoile tourne rapidement sur elle-même, à une vitesse de rotation projetée de 280 km/s. Cela lui donne une forme aplatie avec un rayon équatorial qu'on estime être 18 % plus grand que son rayon polaire. Elle est 230 fois plus lumineuse que le Soleil et sa température de surface est de 9 794 K.
L'étoile primaire émet un excès d'infrarouge, ce qui suggère la présence d'un disque de débris en orbite. Sa température est de 80 K et il est situé à une distance de 157 ua. Il pourrait exister un deuxième disque orbitant entre 7 et 30 ua avec une température de 300 ± 100 K. La durée de vie Poynting–Robertson des grains de poussières dans la ceinture interne est autour de 46 000 ans, ce qui est bien moindre que la durée de vie de l'étoile. Cela signifie que les grains sont réalimentés, vraisemblablement par des collisions entre des objets plus massifs. Une enveloppe circumstellaire de gaz est visible dans les images en ultraviolet du satellite FUSE, probablement émis par la matière circumstellaire, puis chassés vers l'extérieur par les radiations de l'étoile.
La composante secondaire,  σ Her B, est une étoile blanche de la séquence principale de magnitude 7,70. Elle est approximativement 1,5 fois plus massive que le Soleil et 7,4 fois plus lumineuse que lui.